# Naucelle
Naucelle – miejscowość i gmina we Francji, w regionie Oksytania, w departamencie Aveyron. W 2013 roku jej populacja wynosiła 2200 mieszkańców. 